# Лукьянов, Сергей Михайлович
Сергей Михайлович Лукья́нов (23 августа [4 сентября] 1855, Москва — 2 сентября 1935, Ленинград) — русский учёный-эпидемиолог, писатель и государственный деятель.

## Биография

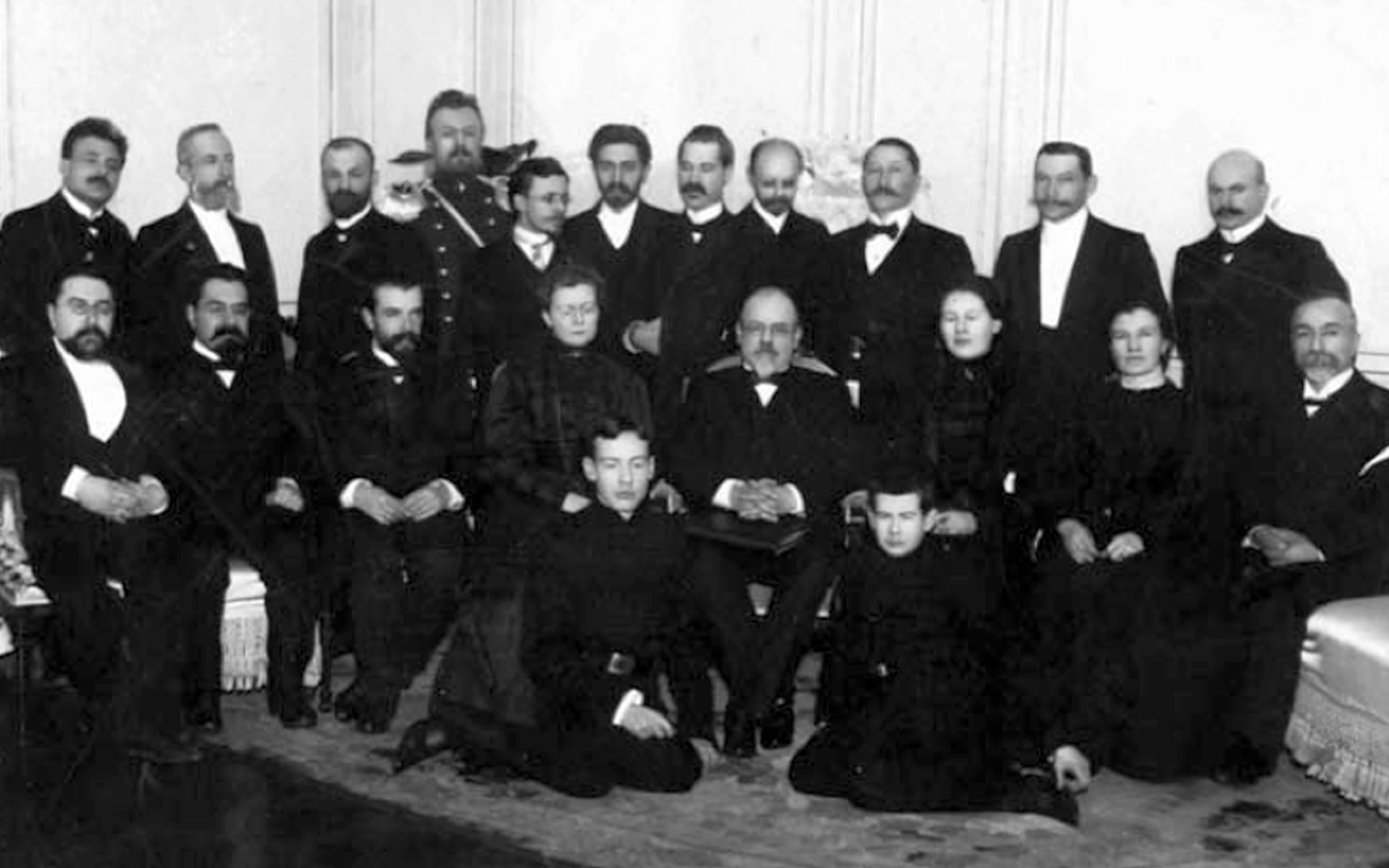
Банкет «По случаю 25-летней научной деятельности С. М. Лукьянова». Декабрь 1904 года.
Сидят (слева направо):
А. М. Левин, В. П. Кашкадамов, А. А. Владимиров, Л. П. Лукьянова, С. М. Лукьянов, Н. С. Лукьянова, сестра Лукьянова и А. Е. Семинов.
На первом плане сидят сыновья С. М. Лукьянова — Георгий и Сергей

### Происхождение
Родился 23 августа (4 сентября) 1855 года в Москве в доме князей Юсуповых, в котором родились его родители и где служили деды.
Дед по матери, Павел Иванович Гоффет, приехал в Россию из Страсбурга. Сначала — библиотекарь в имении князя Юсупова (усадьбе Архангельское), потом управляющий имениями князя.
Дед по отцу, Иван Михайлович Лукьянов (ок. 1795) — сначала садовник, потом (после смерти П. И. Гоффета) управляющий имениями.
Отец — Михаил Иванович Лукьянов (1824—1874) родился в Архангельском; его брат — Сергей Иванович Лукьянов (1834—1905).
Мать — Елизавета (Луиза) Павловна, урождённая Гоффет родилась в 1830 году, тоже в Архангельском.
У Михаила Ивановича и Елизаветы Павловны было девять детей.
После того, как Михаил Иванович, по традиции, занял должность своего отца и стал управлять имениями, вся семья переехала в резиденцию Юсуповых в Петербург (у Поцелуева моста). Михаил Иванович в 1867 году получил чин надворного советника, в 1869 году вступил в должность горного исправника на золотых приисках в Иркутске, куда вскоре переехала вся семья Лукьяновых и где Михаил Иванович скончался.

### Начало научной деятельности
В 1866—1869 годах учился в Петришуле, в связи с переездом семьи в Иркутск перешёл в Иркутскую классическую гимназию, окончив которую с золотой медалью, в 1874 году поступил в Петербургскую медико-хирургическую академию. По окончании курса в 1879 году остался при академии и занялся научной работой под руководством профессора С. П. Боткина. Работал в лабораториях профессоров Гольтца и Гоппе-Зейлера (Страсбург), в Лейпциге и Гёттингене.
В 1883 году защитил докторскую диссертацию.
Был профессором общей патологии в Варшаве, где устроил образцовую лабораторию. Экстраординарный профессор Варшавского университета (1886). Ординарный профессор (1889).

### Институт экспериментальной медицины
С 1894 по 1902 год занимал пост директора Института экспериментальной медицины в Петербурге, где заведовал научным отделом общей патологии.
В начале января 1897 года вступил в состав совещания, образованного при председателе комиссии, А. П. Ольденбургском, «О предупреждении занесения в Империю чумной заразы и мерах борьбы с нею» — КОМОЧУМ. Как член комиссии он был командирован на международную санитарную конференцию в Венецию для обсуждения мер против проникновения и распространения чумной заразы.
Институт экспериментальной медицины стал базой по производству препаратов для лечения и профилактики особо опасных инфекций. В рамках КОМОЧУМа С. М. Лукьянов принимает активное участие в организации первых экспедиций на чуму и холеру.
В 1899 году в бывшем форте «Император Александр I» Кронштадтской крепости он создал первую в России противочумную «Особую лабораторию», которая вошла в историю науки под названием «Чумной форт».
В декабре 1904 года «по случаю 25-летней научной деятельности и за энергичные труды по институту» С. М. Лукьянов был назначен почётным членом Института экспериментальной медицины. Издан сборник, и в честь него состоялся банкет, среди многочисленных гостей присутствовали А. П. Ольденбургкий и И. П. Певлов.

### Государственная служба

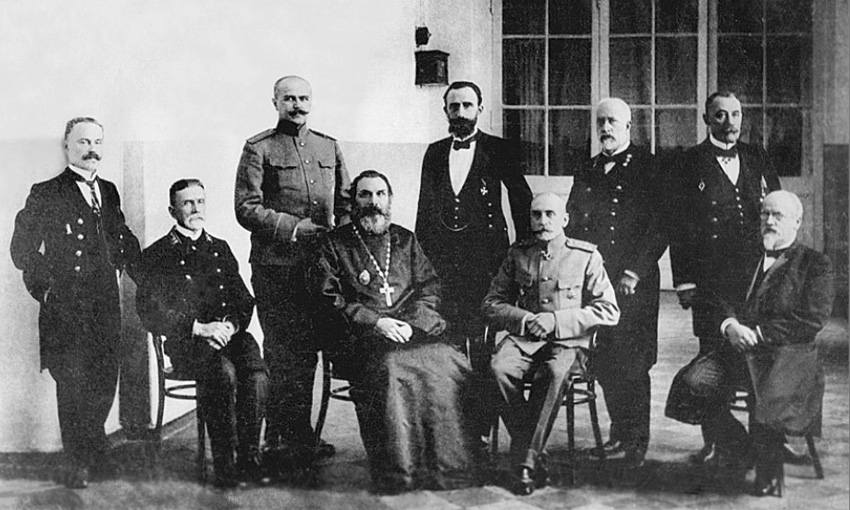
Русские правоведы. Начало 20-го века. Санкт-Петербург.
Сидят (слева направо):
Н. О. Куплевский, К. Ф. Виноградов, З. В. Мицкевич, С. М. Лукьянов.
Стоят (слева направо):
С. Н. Трегубов, С. А. Гольгоер,
И. Д. Мордухай-Болтовской, А. А. Страубе, С. Н. Чистоткин

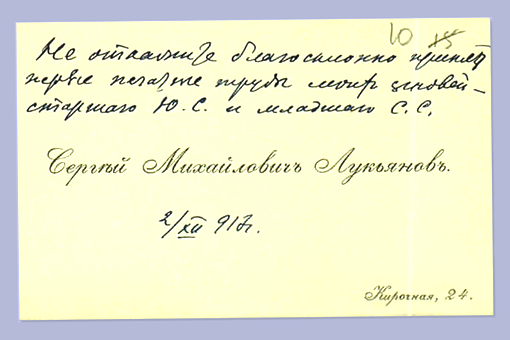
Записка С. М. Лукьянова, профессору Петроградского университета Анатолию Фёдоровичу Кони при посылке первых печатных работ его сыновей — Юрия (Георгия) и Сергея, 2 февраля 1913 года

В 1902 году назначен товарищем министра народного просвещения. В октябре-ноябре 1905 года управлял Министерством народного просвещения, а 16 ноября 1905 года был назначен сенатором. В 1906 году назначен членом Государственного совета.
Дочь лейб-медика Евгения Сергеевича Боткина писала, что однажды тот «убедился, что необходимо назначение сильного, интеллигентного и неподкупного человека в Святейший Синод, чтобы остановить всё возрастающее влияние Распутина. […] Когда этот пост стал вакантным, мой отец употребил всё своё влияние, чтобы выдвинуть одного из своих друзей Сергея Лукьянова — абсолютно преданного Монархии, очень смелого человека. Он был бывшим студентом моего деда и не имел никаких связей при Дворе и в духовной среде. Как выдающийся патолог, он обладал интеллигентностью и исключительной способностью логически мыслить. […] Его прямолинейность завоевала уважение Столыпина, который был также очень дружен с моим отцом» («Царский Лейб-медик». С. 125).
С 5 февраля 1909 года по 1911 год занимал пост обер-прокурора Святейшего cинода.
В январе 1911 года избран почётным членом Петербургской духовной академии.
В марте 1915 года члену Государственного совета С. М. Лукьянову именным высочайшим указом было предписано «состоять при Верховном начальнике Санитарной и эвакуационной часть А. П. Ольденбургском с возложением заведования делами по улучшению отечественных лечебных местностей».

### После отставки
В первые дни Февральской революции 1917 года, С. М. Лукьянов подал прошение об отставке исполняющего обязанности попечителя Института экспериментальной медицины ввиду изменившегося политического строя России.
Николай Онуфриевич Лосский в своей книге «History of Russian Philosophy», изданной в  Нью-Йорке в 1955 году писал, что "...Одно письмо к П. Флоренскому С. Лукьянов начал с того, что он больше не хочет жить. С. Лукьянов не дописал это письмо и не отослал адресату, ибо вскоре сам получил письмо Флоренского, в котором последний увещевал его не терять волю к жизни...".
С февраля 1917 года преподавал в Институте усовершенствования врачей, Петроградском медицинском институте и Педагогическом институте дошкольного образования.
С 22 марта 1919 года — научный сотрудник Государственной публичной библиотеки, с 27 июля 1919 года — заведовал Отделением естественных наук ГПБ.
5 ноября 1919 года арестован ЧК. Освобождён после того как учёные Института экспериментальной медицины направили в Наркомат Минздрава коллективное письмо в его защиту.
22 ноября 1920 года избран профессором Государственного клинического института усовершенствования врачей по кафедре общей патологии.
В 1930 году вышел на пенсию, отметив 50-летие научной деятельности.
В Петербурге до 1911 года С. М. Лукьянов жил на Фурштадтской, дом 15, квартира 4, до 1935 году — на Кирочной, дом 24, квартира 30. В последние годы жизни, в летние месяцы, жил на даче в Царском Селе под Ленинградом.
Скончался 2 сентября 1935 года в Царском Селе. В числе провожавших учёного в последний путь был его однокурсник, товарищ и коллега, академик Иван Петрович Павлов.

## Научные труды

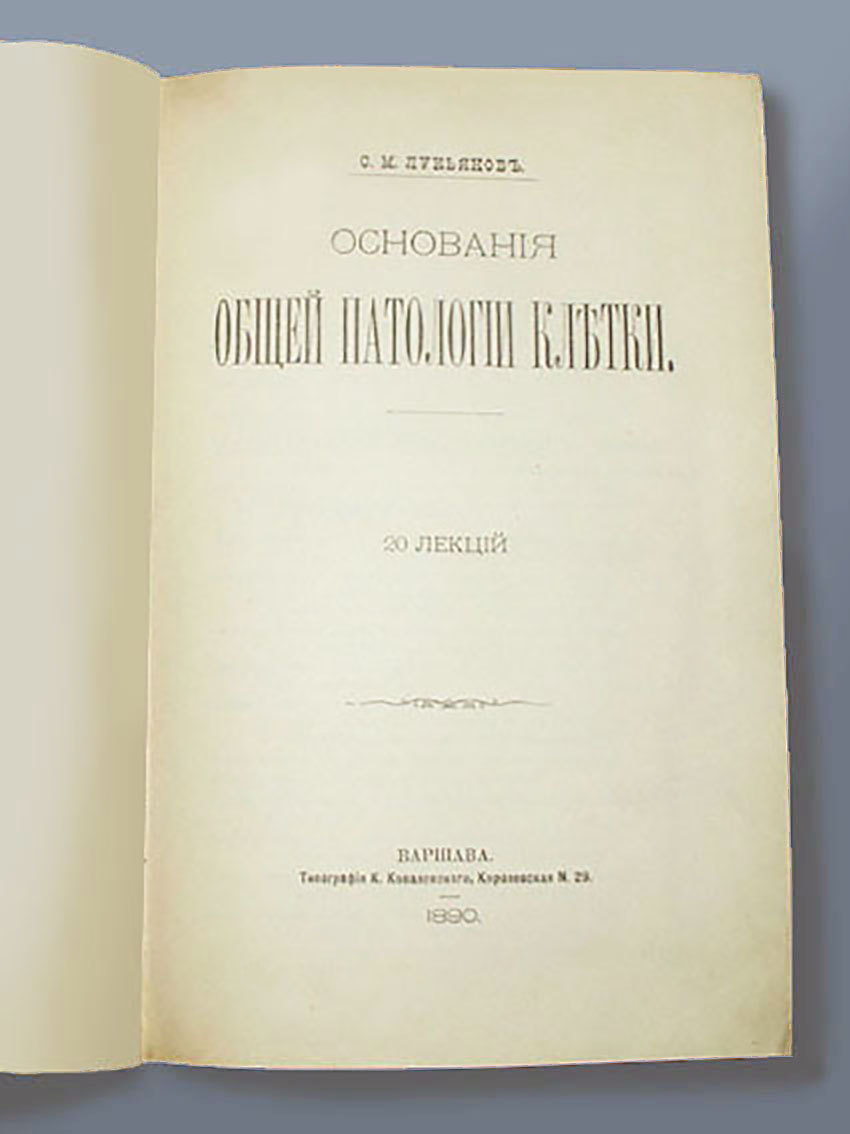
С. М. Лукьянов
«Основания общей патологии клетки» (1890)

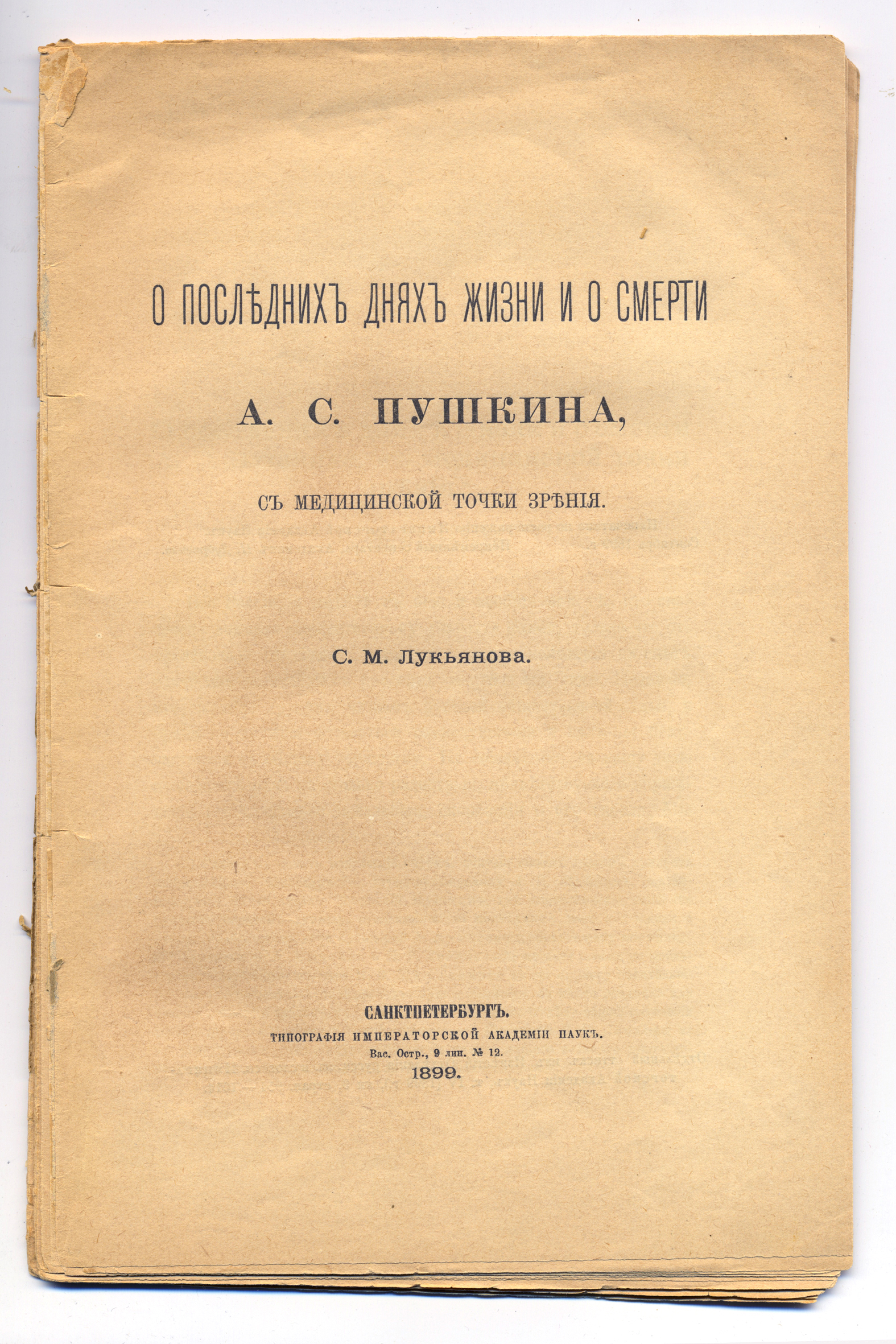
С. М. Лукьянов
«О последних днях жизни и о смерти А. С. Пушкина» (1899)

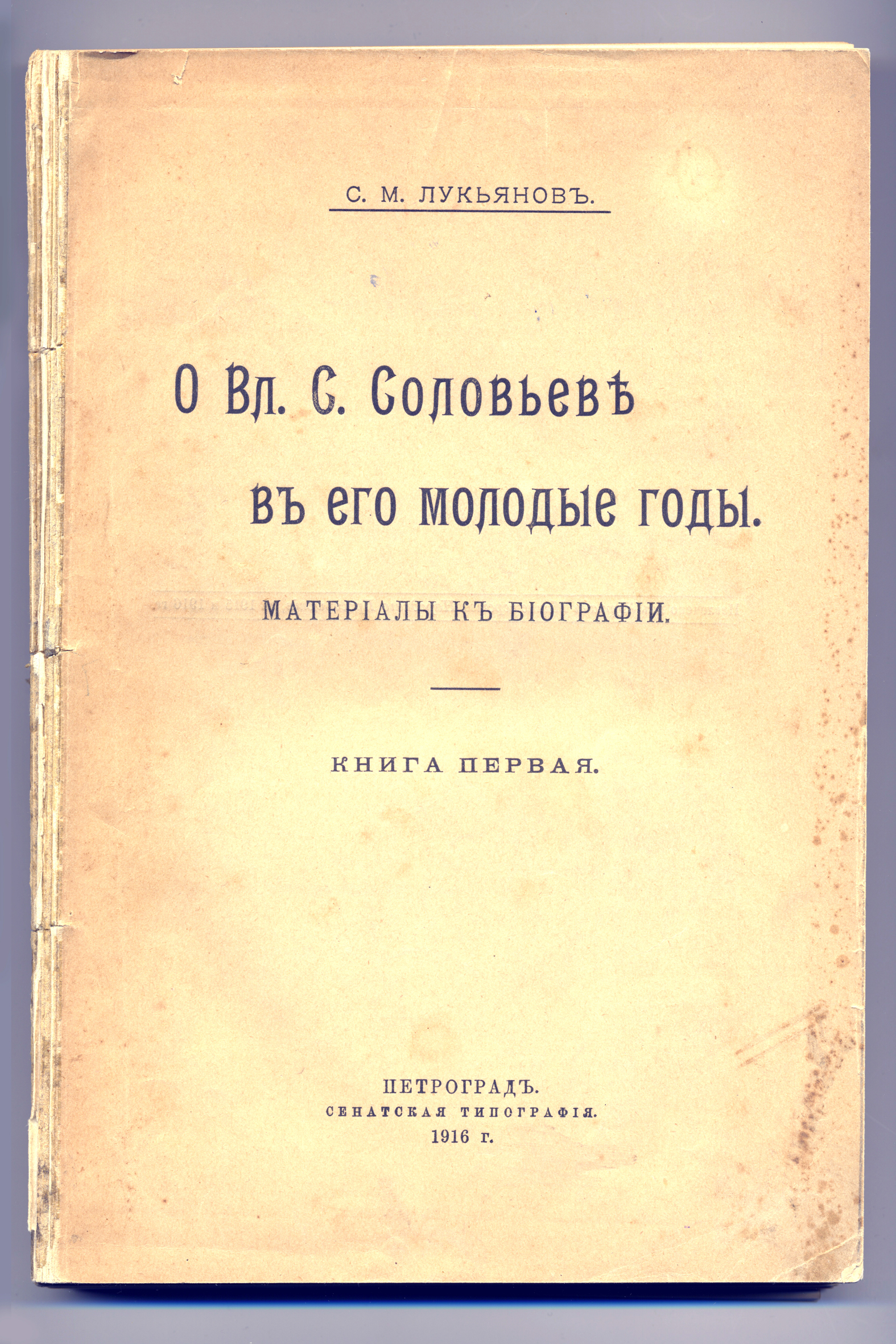
С. М. Лукьянов
«О Вл. С. Соловьёве в его молодые годы» (1916)

Сергею Михайловичу Лукьянову принадлежит более 90 научных работ в области медицины, а также интересные публикации на литературные и общественные темы. С. Лукьянов многие годы своей жизни посвятил работе над обширной биографией Владимира Соловьева, собирая материалы у тех, кто когда-либо встречался с ним.
Большое количество произведений С. М. Лукьянова, в цифровом формате находится в РГБ.
Лукьянов, И. П. Павлов и С. Н. Виноградский — единственные из сотрудников Института экспериментальной медицины (ИЭМ) того времени, кто писал не только экспериментальные, но также теоретические и методологические работы.

### Медицинские работы
- «К вопросу о гликогене печени» («Глебовский Сборник», 1880).
- «К вопросу о функциональных расстройствах сердца по отдельным полостям». СПб., 1883.
- «Beiträge zur Morphologie der Zelle» («Abhndl.» I, 1887, в «Arch.» Du Bois-Reymound и в «Arch. f. mikroscpo. Anatomie»);
- «Основания общей патологии клетки» (Варшава, 1890; переведена на немецкий, Лейпциг, 1891, и французский, 1895).
- «Основания общей патологии сосудистой системы» (Варшава, 1893; немецкий перевод, Лейпциг, 1894).
- «Пять вступительных лекций к курсам общей патологии». Варшава, 1895
- «Основы общей патологии пищеварения» (СПб., 1897).
- «Материалы к учению о сперматогенезе у белой мыши» («Архив Биологических Наук», том VI).

### Литературные и философские работы
- «О последних днях жизни и о смерти А. С. Пушкина» (1899),
- «К общей характеристике научной деятельности Э. Дженнера» (1897),
- «Позитивная биология О. Конта и философия» («Вопросы философии и психологии», 1898).
- «Судебная медицина и юридическая антропология» (1899)
- «Речи и очерки». — СПб., 1899.
- «К учению о государственности и церковности» (1913)
- «Ангел смерти» гр. А. А. Голенищева-Кутузова. — СПб., 1914.[16]
- «О лирике гр. А. А. Голенищева-Кутузова». — СПб., 1914.[17]
- «О Вл. С. Соловьёве в его молодые годы». Материалы к биографии в 3-х кн. — Пг., 1916—1921.[18]
  - Переиздание: М.: Книга, 1990. — ISBN 5-212-00265-6
- «Материалы к биографии Вл. С. Соловьёва: (Из архива С. М. Лукьянова)» / Публ., вступ. ст. и примеч. А. Н. Шаханова // Российский Архив: История Отечества в свидетельствах и документах XVIII—XX вв.: Альманах. — М., 1992. — С. 392—427.
- «Из воспоминаний И. И. Лапшина о Вл.  Соловьёве».
- «Запись бесед с Э. Э. Ухтомским» // Российский Архив: История Отечества в свидетельствах и документах XVIII—XX вв.: Альманах. — М.: Студия ТРИТЭ: Рос. Архив, 1992. — С. 393—402. — Вып. II—III.

## Семья

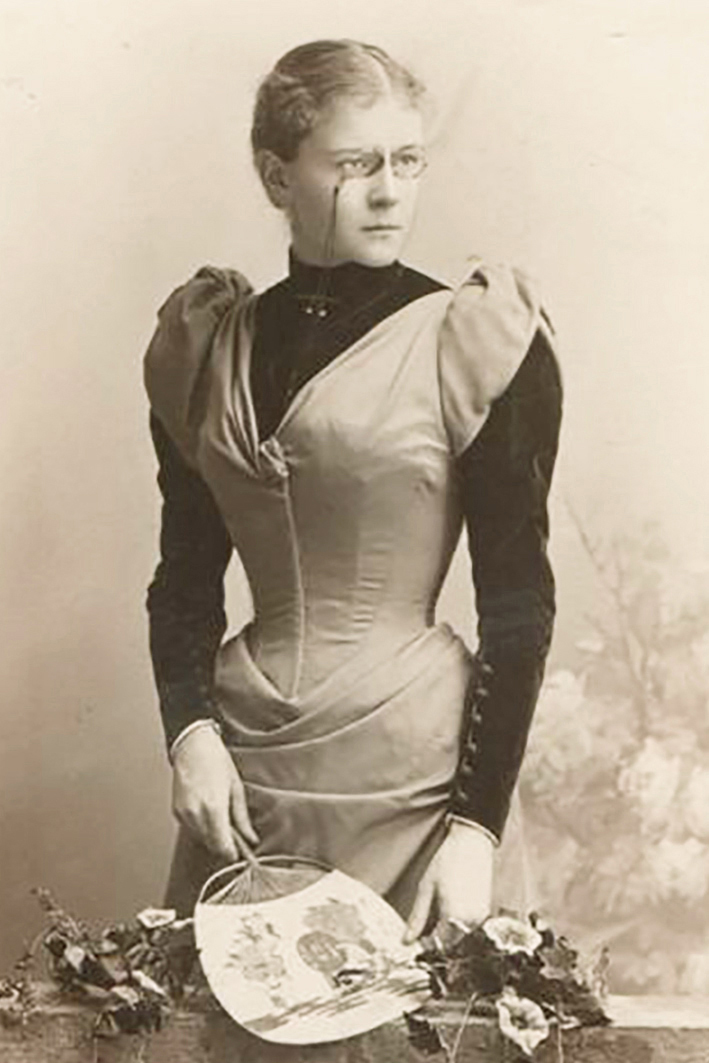
Лидия Петровна Лукьянова. 1892 год

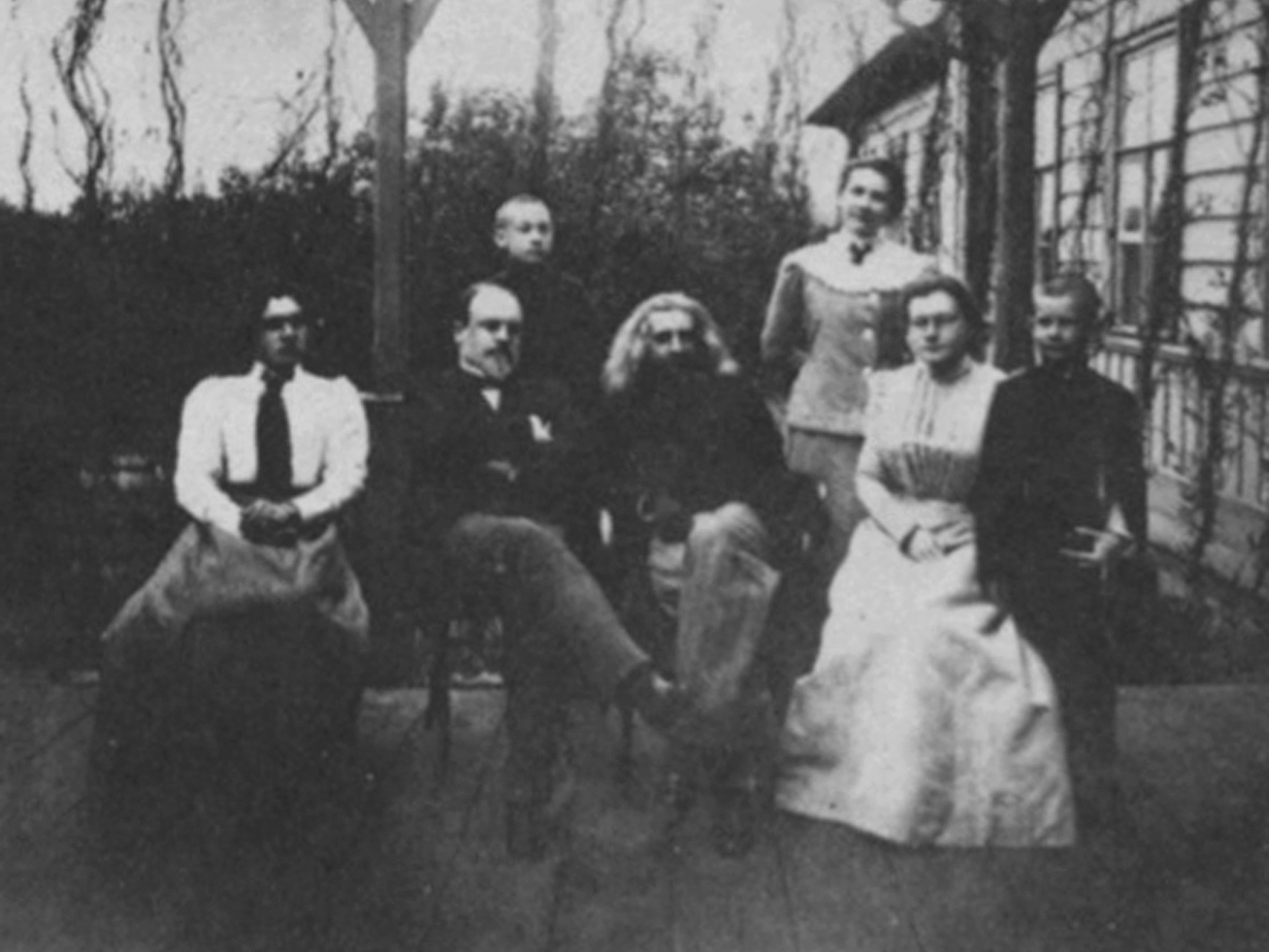
На даче Лукьяновых. 1899 год.
В центре В. С. Соловьёв.
Стоят — Георгий, Наталья и Сергей

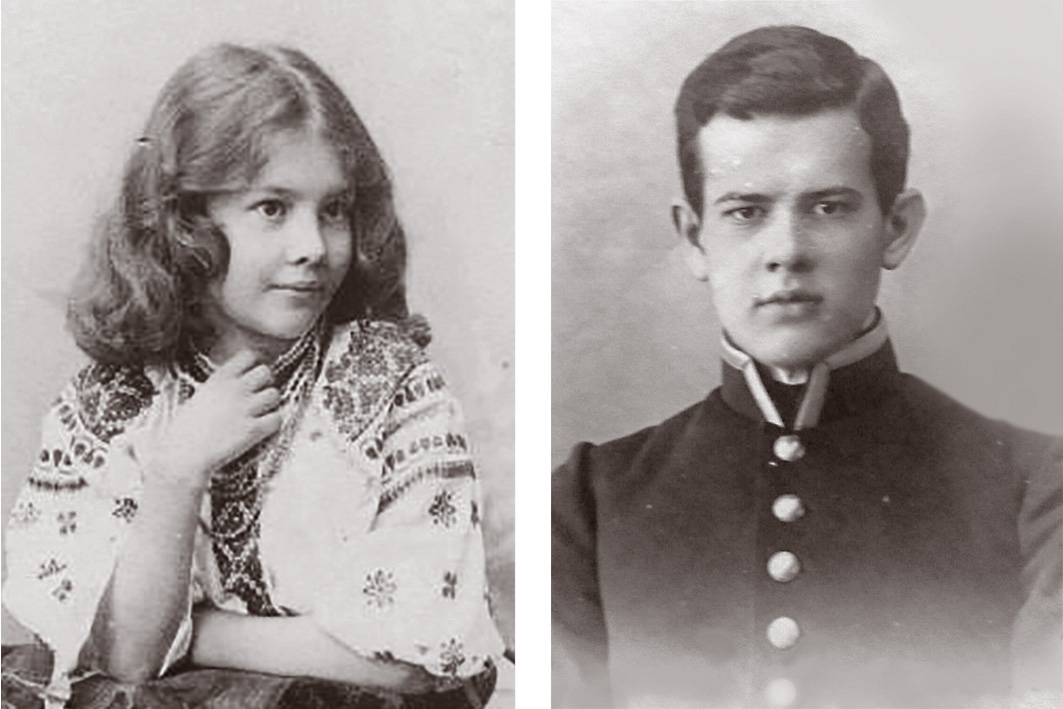
Наталья и Сергей Лукьяновы

Жена Сергея Михайловича Лукьянова — Лидия Петровна (урождённая Рубец 1866—1932), родилась в семье офицера. Положила на музыку  несколько стихотворений Владимира Соловьёва, который в  1900 годах, часто бывал у них в доме.
Дети Сергея Михайловича и Лидии Петровны —
- Наталья Сергеевна Попова (1884—1972) — преподаватель математики ЛГПИ им. Герцена, была хранителем «Архива С. М. Лукьянова».

В годы войны, работала в блокированном Ленинграде, среди 14 оставшихся сотрудников  Ленинградского педагогического института;
- Георгий (Юрий) Сергеевич Лукьянов (9 августа 1887 — без вести пропал после 1918). Автор юридических и правовых статей[22];
- Сергей Сергеевич Лукьянов (28 сентября 1889, Варшава — 27 февраля 1936, Коми АССР) филолог, историк искусства и журналист. Отвечал за работу подразделения советской военной разведки в Испании и Португалии[23]. Один из идеологов общественно-политического течения «Смена Вех»[24][25].

Внучатый племянник (внук брата Василия) — Сергей Сергеевич Лукьянов (1910—1989), военный инженер, сотрудник «Государственного института прикладной химии» (НПО ГИПХ).
Внучка — Лидия Николаевна Ребреева (1907—1990), микробиолог, доктор медицинских наук. В 1973 году передала «Архив С. М. Лукьянова» в Отдел рукописей Государственной библиотеки им. В. И. Ленина (Москва) (образован фонд № 700).

## Награды
- Орден Святого Станислава 2-й степени (22.12.1889)
- Орден Святой Анны 2-й степени (01.01.1894)
- Орден Святого Владимира 4-й степени (03.01.1898)
- Орден Святого Владимира 3-й степени (14.04.1902)
- Орден Святого Станислава 1-й степени (01.01.1904)
- Орден Святой Анны 1-й степени (01.01.1909)
- Орден Святого Владимира 2-й степени (02.05.1911)
- Орден Белого орла (06.05.1915)

Иностранные:
- сиамский орден Белого слона 3-й степени (1896)
- черногорский орден князя Даниила I 1-й степени (1911)